# Jordi López Ravanals
Jordi López Ravanals   (Tortosa, 14 de setembre de 1969) és un polític menorquí, diputat al Parlament de les Illes Balears de la XI legislatura i senador per Menorca en la XIV legislatura.

## Biografia
Llicenciat en Dret i PDD del IESE ha dedicat la seva vida professional a l'àmbit dels recursos humans.
A les eleccions generals de 2019, es presenta com a candidat del Partit Popular al Senat per la circumscripció de l'Illa de Menorca, resultant escollit per el càrrec. El 23 de novembre de 2020 va presentar la seva renuncia per motius personals al càrrec de Senador, per el que Cristóbal Marqués Palliser, el suplent de la seva candidatura, va ser nomenat senador en la seva substitució.
A les eleccions autonòmiques de 2023 es va presentar com a cap de llista del Partit Popular a la circumscripció de Menorca al Parlament de les Illes Balears, resultant escollit diputat de la XI legislatura de les Illes Balears, prenent possessió del càrrec el 20 de juny de 2023.